# Thorictus lethierryi
Thorictus lethierryi là một loài bọ cánh cứng trong họ Dermestidae. Loài này được Fairmaire miêu tả khoa học năm 1875.